# Pustelnia Santa María (Zumarraga)
Pustelnia Santa María (hiszp. Ermita de Santa María/de la Antigua) – świątynia katolicka z XV w., zlokalizowana w gminie Zumarraga prowincji Gipuzkoa we wspólnocie autonomicznej Kraju Basków (Hiszpania). Uznawana za katedrę pustelni baskijskich. Pustelnia jest częścią Szlaku Trzech Świątyń Ziemi Ignacjańskiej (Ruta de los Tres Templos de Tierra Ignaciana), do którego należą także Sanktuarium Loyola oraz Sanktuarium Arantzazu. Dedykowana jest Nawiedzeniu św. Elżbiety (jej patronkami są: Matka Boska i św. Elżbieta), choć potocznie zwana jest Antigua (Stara). Istnieją dwie hipotezy odnośnie pochodzenia tego przydomku: może on wynikać z faktu, że jest to jeden z najstarszych budynków regionu lub z faktu, że pustelnia jest starym (dawnym) kościołem parafialnym Zumarragi.

## Historia
Uważa się, że została wzniesiona na pozostałościach fortu z XII w. Pierwsze wzmianki o świątyni pochodzą z 1366, gdzie wspomniana jest jako część darowizny klasztornej, jaką król Kastylii Henryk II podarował swojemu wasalowi Francisco Gomezowi de Lazcano. Świątynia była ówcześnie zdecydowanie za duża jak na potrzeby Zumarragi, stąd przypuszcza się, że była ośrodkiem pielgrzymkowym. Do 1576 pełniła rolę kościoła parafialnego w Zumarradze. W XVIII w. dokonano rozbudowy prezbiterium, w której wykorzystano dawne gotyckie okno i Kalwarię z 1480. W latach 70. XX w. rozebrano sklepienia.

## Budowla
Choć wydaje się być konstrukcją romańską, została wykonana w okresie gotyku baskijskiego, jednakże z użyciem archaicznych jak na tamten czas rozwiązań. Dzięki temu pustelnia daje wyobrażenie tego, jak mogły wyglądać romańskie świątynie prowincji Gipuzkoa z drewnianymi dachami, rzeźbieniami i oszczędną dekoracją. Fasada główna, usytuowana od strony południowej, posiada kilka elementów całkowicie gotyckich: prosty portal ostrołukowy oraz okno po lewej stronie. Przestrzeń pustelni jest zorientowana i jednonawowa, choć dzielona sześcioma masywnym kolumnami z wapienia. Najbardziej niezwykłą cechą wnętrza jest jego wiejski charakter, ponieważ przypomina ono zarówno strukturą, jak i dekoracją wiejskie domy lub wiejską architekturę Kraju Basków. W budowli uderza kontrast między surowymi murami zewnętrznymi a wyrafinowaną siecią belek dębowych, utrzymujących dach od wewnątrz. Belki te dekorowane są wzorami geometrycznymi, nawiązującymi do ludowych dekoracji argizaiolas – deseczek, na których zapala się świeczkę dla zmarłego.

## Rzeźby
We wnętrzu znajdują się cenne rzeźby: Virgen Santa María (gotycka, wykonana z jednego bloku drewna), Ukrzyżowanie (gotycka, do 1975 centralny element ołtarza), Pietà (renesansowa, pochodząca z pustelni Nuestra Señora de Zufiaurre, jedno z najstarszych przedstawień Piety w prowincji Gipuzkoa), św. Anny. Obok pustelni znajduje się także Calvario de Santa María (trzy krzyże, będące wcześniej jedną ze stacji drogi krzyżowej).

## Legenda
Z pustelnią związane są liczne legendy. Jedna z nich mówi, że gentile (rodzaj olbrzymów w mitologii baskijskiej) widzieli, jak chrześcijanie próbowali zbudować ten kościół. Zdając sobie sprawę, że oznacza to koniec ich kultury, zaczęli ciskać w budowniczych ogromnymi kamieniami z pasma górskiego Aizkorri. Nie udało im się ani zabić budowniczych, ani zniszczyć ich pracy. Co więcej, chrześcijanie wykorzystali zrzucone kamienie do ukończenia kościoła.

## Informacje praktyczne
Msze święte sprawowane są w pierwszą sobotę miesiąca o godz. 8:00. Doroczna pielgrzymka do pustelni ma miejsce drugiego lipca; podczas niej odbywa się ezpatadantza, tradycyjny baskijski taniec z szablami. Świątynia zlokalizowana jest na zboczu doliny. Jej bezpośrednia okolica oferuje panoramiczny widok okolicy, stąd zorganizowano tutaj strefę z ławkami i stolikami.

## Położenie sanktuarium na trasie szlaków pielgrzymkowych
Szlak Trzech Świątyń Ziemi Ignacjańskiej (Ruta de los Tres Templos de Tierra Ignaciana). Szlak oznaczany jest symbolem GR-286. Szlak rozpoczyna się w Donostia-San Sebastián, stolicy prowincji Gipuzkoa. Pierwszą stacją jest Sanktuarium Loyola, położone między miejscowościami Azpeitia i Azkotia. Drugą pustelnia Santa María (la Antigua) w miejscowości Zumarraga. Trzecią i ostatnią – sanktuarium Arantzazu w Oñati.
Camino Ignaciano. Szlak oznaczany jest symbolem GR-120. Szlak pielgrzymkowy wytyczony drogą, jaką przeszedł po swoim nawróceniu św. Ignacy Loyola od swego domu w Loyola do sanktuarium Matki Bożej na Montserrat, a następnie do Manresy.